# Prosper (Oregon)
Prosper az Amerikai Egyesült Államok északnyugati részén, Oregon állam Coos megyéjében, a Coquille folyó mentén elhelyezkedő önkormányzat nélküli település.

## Története
D. H. Getchell 1882 körül nyitotta meg a Coquille folyó menti első konzervgyárat. A települést 1892-ben alapította Adam Pershbaker fűrészüzem- és hajógyár-tulajdonos (Emil Heuckendorff hajógyára nem sokkal később nyílt meg). Az 1893 és 1928 között működő posta első vezetője Pershbaker volt. A nevet annak reményében választotta, hogy a helység virágzó (prosperous) lesz.
A településből semmi sem maradt fenn. 1915-ben a népesség ötszáz fő volt; ekkor kettő konzervgyár, kettő zsindelygyár és kettő fűrészüzem volt itt. Bandon és Coquille irányába naponta háromszor közlekedtek személyszállító hajók.

## Fordítás
- Ez a szócikk részben vagy egészben  a   Prosper, Oregon című angol Wikipédia-szócikk ezen változatának fordításán alapul.  Az eredeti cikk szerkesztőit annak laptörténete sorolja fel. Ez a jelzés csupán a megfogalmazás eredetét és a szerzői jogokat jelzi, nem szolgál a cikkben szereplő információk forrásmegjelöléseként.